# 세트피스
세트피스(영어: set piece), 또는 세트플레이(영어: set play), 맞춤전술은 축구에서 미리 계획된 조직적인 경기 운영을 말한다.
세트 피스 또는 세트 플레이라는 용어는 협회 축구 및 럭비 풋볼에서 사용되며, 예를 들어 공이 특히 피치의 전방 영역에서 중단된 후 오픈 플레이로 되돌아가는 상황을 나타낸다. 협회 축구에서 이 용어는 일반적으로 프리킥과 코너킥을 의미하지만 때로는 페널티킥과 스로인을 의미하기도 한다. 많은 골은 직간접적으로 이러한 위치에서 발생한다. 따라서 세트피스를 수비하는 것은 수비수에게 중요한 기술이며 공격수는 이를 연습하는 데 많은 시간을 할애한다. 세트피스는 경기 전 훈련에서 전술과 루틴을 연습할 수 있는 영역 중 하나이다. 세트피스를 전문으로 하는 선수들도 일부 있다.